# Grace Kim
Grace Kim (Seul, 16 aprile 1968) è un'ex tennista statunitense.

## Biografia
Nata in Corea del Sud si è trasferita all'età di quattro anni negli Stati Uniti, in New Jersey.

## Carriera
Si fa notare la prima volta ancora quindicenne durante gli US Open 1983, nel torneo newyorkese supera le qualificazioni e una volta nel tabellone principale riesce ad avanzare fino al terzo turno prima di arrendersi alla tedesca Sylvia Hanika. Nell'estate successiva ha raggiunto i quarti di finale in Canada eliminando due teste di serie (Kathleen Horvath e Kim Jones) prima di venire sconfitta dalla connazionale Alycia Moulton, agli US Open 1985 replica il terzo turno raggiunto due anni prima venendo sconfitta nettamente da Chris Evert per 6-0, 6-2.
Il successo più importante in carriera lo ha messo a segno durante l'Open di Zurigo 1986, all'esordio del torneo elvetico ha sconfitto in due set la testa di serie numero 4 Gabriela Sabatini per poi procedere fino ai quarti di finale dove è stata sconfitta da Eva Pfaff.